# Alexandr Gennaďjevič Kuroš
Alexandr Gennaďjevič Kuroš (rusky Александр Геннадьевич Курош; 19. ledna 1908 Jarcevo – 18. května 1971 Moskva) byl sovětský algebraik. Pracoval zejména v teorii grup.
Od roku 1924 studoval na univerzitě ve Smolensku, kde navštěvoval přednášky Pavla Alexandrova. Ve studiu pokračoval na Lomonosovově univerzitě, později se stal v roce 1932 docentem a v roce 1937 profesorem. Od roku 1949 až do své smrti pracoval na Lomonosovově univerzitě coby algebraik.
Na Masarykově univerzitě v Brně mu byl 21. května 1969 udělen čestný doktorát.